# Kaçak
Kaçak (en español: Fugitivo) una serie de televisión turca de 2013, producida por Süreç Film y emitida por ATV.

## Trama
La historia se centra en Serhat Hakeri (Gürkan Uygun), un expolicía que mata al hijo de İsmet Ali Topçuoğlude (Mustafa Avkıran), un reconocido jefe de la mafia. Por esta razón se ve obligado a cambiar de identidad y escapar a un remoto pueblo de Anatolia. En el pueblo vive tranquilo con su familia y trabaja como dueño de una cafetería, pero su vida cambia cuando se transforma en el héroe local al enfrentarse a unos peligrosos delincuentes. Su historia e imagen recorre todas las noticias nacionales, es así como la mafia llega al pueblo donde vive y mata a su hijo Ömer. Serhat dolido y lleno de odio, comienza a preparar su venganza paso a paso.

## Reparto
- Gürkan Uygun como Serhat Hakeri.
- Mustafa Avkıran como İsmet Ali Topçuoğlu.
- Berk Hakman como Ertan Demir.
- Haluk Bilginer como Faysal Mengen.
- Begüm Birgören como Merve Topçuoğlu.
- Özlem Yılmaz como Nurgül Hakeri.
- Yağmur Tanrısevsin como Tülay Mengen.
- İnanç Konukçu como Dr. Nazmi
- Hasan Küçükçetin como Tahir "Dadaylı" Taşdöven.
- Metin Coşkun como Erol Demir.
- Selda Özer como Nimet Topçuoğlu.
- Yağız Atakan Savaş como Murat Topçuoğlu.
- Burak Deniz como Burak Topçuoğlu.
- Cengiz Sezici como Nihat Cabbar.
- Şener Kökkaya como Hamit Aygün.
- Yüksel Ünal como Comba İsmail.
- Ufuk Karali como Mustafa Çekçek.
- Erdal Akıncı como Murtaza Peyami.
- Serhat Yeşil como Davut Önder.
- Eda Özel como Hasta Bakıcısı.
- Feriha Eyüboğlu como Semiha Gökdemir.
- Kadim Yaşar como Gürcü Seyfi.
- Bora Koçak como Nuri Taşçı.
- Diren Polatoğulları como Kulaksız.
- Ayşen Sezerel como Cemile Mengen.
- Yağız Toraman como Umut Hakeri.
- Özgür Ege Nalcı como Ömer Hakeri/Ömer Yurt.
- Çağkan Çulha como Fatih.
- Mesut Özkeçeci como Öktem İleri.
- Yavuz Topoyan como Muhsin Karga.
- Gizem Denizci como Çağla Kara.
- Tuğba Melis Türk como Zeynep Gülyüz.
- Turgut Tunçalp como Sait Başoğlu.

## Temporadas
| Temporada | Temporada | Episodios | Rango de episodios | Emisión original         | Emisión original     |
| Temporada | Temporada | Episodios | Rango de episodios | Inicio                   | Final                |
| --------- | --------- | --------- | ------------------ | ------------------------ | -------------------- |
|           | 1         | 34        | 1 - 34             | 24 de septiembre de 2013 | 17 de junio de 2014  |
|           | 2         | 18        | 35 - 52            | 9 de septiembre de 2014  | 3 de febrero de 2015 |